# Bad Ischler Milchprozess
Der Bad Ischler Milchprozess war 1947 eine politische Affäre im besetzten Nachkriegsösterreich, die durch eine hauptsächlich von Kommunisten organisierte Demonstration in Bad Ischl ausgelöst wurde, bei der es zu antisemitischen Ausschreitungen gekommen war.

## Vorgeschichte
Das Salzkammergut befand sich seit Mai 1945 in der Amerikanischen Besatzungszone, wobei die US-amerikanische Verwaltung unter Hochkommissar General Geoffrey Keyes sowohl in Oberösterreich als auch in Salzburg und damals auch noch im heute wieder steirischen Ausseerland die oberste Verwaltungsbehörde darstellte. Die US-Verwaltung regelte daher auch die Lebensmittelrationierung und kümmerte sich um die Verpflegung der zahlreichen Displaced Persons. Diese DPs waren Flüchtlinge, ehemalige Zwangsarbeiter und befreite KZ-Häftlinge, die darauf warteten, in ihre Heimat zurückkehren zu können oder nach Übersee und Palästina auswandern zu können. Besonders in der amerikanischen Besatzungszone gab es zahlreiche DP-Lager, da sich die Flüchtlinge hier bessere Behandlung erhofften. In Bad Ischl waren meist jüdische DPs im von den Amerikanern requirierten „Hotel Goldenes Kreuz“ einquartiert worden.
Die Amerikaner versuchten diese Displaced Persons auch auf Grund der angespannten Versorgungslage in Österreich so rasch wie möglich zu repatriieren oder ihnen die Auswanderung zu ermöglichen. Nachdem es jedoch zu antisemitischen Unruhen in Polen (Pogrom von Kielce 1946) und Rumänien (1947) gekommen war, gab es neue Fluchtbewegungen Richtung Österreich und die Versorgungslage blieb deshalb angespannt.

## Hungerdemonstration
Im August 1947 verordnete die amerikanische Verwaltung den Ersatz von Frischmilchrationen für Kleinkinder durch Trockenmilchzuteilungen. Daraufhin kam es am 20. August 1947 zu einer „spontanen“ Demonstration von Frauen und Müttern vor dem Bad Ischler Rathaus, die jedoch hauptsächlich von den lokalen Vertretern der KPÖ organisiert war. Kommunistische Funktionäre, wie der örtliche Gemeinderat Herbert Filla, hielten vor der Menge Protestreden. Dabei machten sie aber weniger die amerikanische Verwaltung als die zahlreichen DPs für die schlechte Ernährungslage verantwortlich. Es wurden antisemitische Parolen gerufen und die in Ischl untergebrachten Juden kollektiv als Schleichhändler bezeichnet. Die Menge zog daraufhin zu dem Hotel, wo die Displaced Persons untergebracht waren, und zerstörte mit Steinwürfen einige Fensterscheiben. Nach etwa drei Stunden löste die lokale Gendarmerie die Zusammenrottung ohne Einsatz von Gewalt auf.

## Milchprozess
Die US-Verwaltung wollte solche eskalierenden Proteste und antisemitische Ausschreitungen im Keim ersticken und suchte deshalb nach Verantwortlichen. Kurz darauf wurden fünf Ischler Kommunisten und ein ehemaliger Nationalsozialist, die an den Unruhen beteiligt waren, verhaftet und zwischen dem 8. und 15. September 1947 wurde ihnen in Linz vor dem US-amerikanischen Militärgericht der Prozess gemacht. Ihnen wurde der Verstoß gegen alliierte Verordnungen zur Last gelegt (Anstiftung zu und Beteiligung an einem Aufruhr, Förderung von und Beteiligung an einer unerlaubten Versammlung).
Am 25. September 1947 wurden die Urteile bekanntgegeben. Die Beschuldigten wurden zu einem bis 15 Jahren Haft verurteilt. In der Urteilsbegründung wurde u. a. angeführt, dass die Zusammenrottung „eine Anstiftung zur Rassengegnerschaft zum Ziele“ gehabt hätte und „in ihrem antisemitischen Stadium leicht zu Blutvergießen (hätte) führen können“.
Damit schien die Angelegenheit für die Amerikaner abgeschlossen. Die KPÖ hingegen wollte die harte Bestrafung ihrer Funktionäre nicht akzeptieren. Besonders die Verurteilung des erst 24-jährigen Widerstandskämpfers und ehemaligen KZ-Häftlings Raimund Zimpernik zu 15 Jahren Haft erregte die Gemüter. Die anderen Verurteilten waren die 68-jährige Ischler Kommunistin Maria Sams (Urteil: ein Jahr), der 58-jährige Eisenbahnerpensionist und für die KPÖ Mitglied im Ischler Gemeinderat Herbert Filla (Urteil: 10 Jahre), sowie Johann Tosetto, der für die KPÖ als Reporter an der Demonstration teilgenommen hatte (Urteil: 2 Jahre). Die fünfte den Kommunisten nahestehende Beschuldigte war Maria Plieseis, die sich aber zuvor der Verfolgung durch das US-Militärgericht durch Flucht in die sowjetische Besatzungszone entzogen hatte.

## Die Milchprozess-Affäre
Die Kommunisten begannen daraufhin eine politische Kampagne gegen die Urteile im Ischler Milchprozess zu führen. Ihrer Meinung nach war die Demonstration zwar stürmisch verlaufen, aber es gab keine Verletzten und auch die Exekutive hatte keinen Grund zum Einschreiten gesehen. Weiters handelte es sich bei den Verurteilten um verdiente Widerstandskämpfer gegen den Nationalsozialismus. So war Raimund Zimpernik als noch nicht einmal 18-jähriger in Berlin 1942 zu zehn Jahren Zuchthaus verurteilt worden, die er bis Kriegsende in den Konzentrationslagern Garsten und Börgermoor abbüßte. Nach seiner Verurteilung im Milchprozess sagte er deshalb auch zum Gericht: „Ich habe das Tausendjährige Reich überlebt und werde auch das amerikanische Jahrhundert überleben.“
Weiters argumentierte die KPÖ damit, dass die Urteile nicht von einem österreichischen Zivilgericht gefällt wurden, und forderte sowohl eine Herabsetzung der Strafen als auch ein Außerkraftsetzen der alliierten Verordnung Nr. 200, der zentralen Rechtsgrundlage für die US-amerikanische Militärgerichtsbarkeit. Damit konnte sie die Angelegenheit als einen patriotischen Kampf zur Erlangung der vollen Souveränität Österreichs darstellen.
Daraufhin kam es zu Protestartikeln und Sympathiebekundungen für die Verurteilten in österreichischen Tageszeitungen, und Bundeskanzler Leopold Figl von der ÖVP intervenierte bei General Keyes. Wegen des drohenden Imageverlustes setzte der US-Hochkommissar bereits am 8. Oktober 1947 die Haftstrafen auf maximal ein Jahr herunter. Damit war die Affäre beendet und die Kommunisten hatten einen Erfolg errungen.

## Historische Bewertung
Die österreichische Politik ging nach dieser Angelegenheit schnell wieder zur Tagespolitik über und der Bad Ischler Milchprozess spielte danach keine Rolle mehr in der Öffentlichkeit. Die Verurteilten selbst kehrten nach Absitzen ihrer Strafe zurück ins Salzkammergut und betätigten sich nicht mehr politisch, außer Raimund Zimpernik, der später in Ischl Gemeinderat für die KPÖ war. Die geflüchtete Maria Plieseis kehrte erst später wieder nach Ischl zurück und arbeitete von 1961 bis 1970 beim Trachtenhersteller Lodenfrey, wo sie zur Betriebsratsobfrau gewählt wurde.
Erst Jahrzehnte später begannen Historiker diese Episode der Zeitgeschichte neu zu bewerten, wobei die Meinungen nach wie vor stark voneinander abweichen. Lokalhistoriker versuchten meist diesen Zwischenfall als wenig bedeutsames Ereignis darzustellen, während andere darin ein Beispiel für den auch nach 1945 weiter vorhandenen latenten Antisemitismus sahen, der bei einem Anlassfall jederzeit wieder zum Vorschein kommen könnte. Die ehemaligen Widerstandskämpfer aus dem Salzkammergut versuchten in mehreren Publikationen, die ihrer Meinung zu Unrecht als Sündenbock verurteilten Kameraden zu entlasten. Teilweise wurde der Vorfall auch als Beispiel für einen linken Antisemitismus in Österreich bewertet, mit dem die KPÖ wegen ihrer damals noch stalinistischen Ausrichtung durchaus mit ähnlichen Strömungen in der Sowjetunion (Kampagne gegen „wurzellose Kosmopoliten“) konform ging. Andererseits begann 1947 im Zuge des beginnenden Kalten Krieges eine verstärkte Ausgrenzung der Kommunisten in Österreich. Jedenfalls ist bis heute keine abschließende historische Beurteilung des Bad Ischler Milchprozesses erfolgt.
Erwiesen ist hingegen durch mehrere unterschiedliche Quellen und Zeugenaussagen der stark antisemitische Charakter dieser „Hungerdemonstration“. In der jüdischen Zeitschrift Der Neue Weg vom September 1947 berichtete etwa ein Zeuge:

„Unter Geschrei und Gejohle, drohendem Fäusteschütteln und wilden Schmährufen zog die Menge […] vor das Hotel Kreuz. ‚Schlagt die Juden tot!’, ‚Hängt die Saujuden auf!’ ertönt es in stereotyper Wiederholung. […] Eine der Frauen schrie vor dem Amt: ‚Ersäuft die Saujuden!’ und ‚Heil Hitler!’, nachher aber vor dem Hotel Kreuz, schrie sie ebenso eifrig die Worte ‚Hoch Stalin!’“

Den Verurteilten konnte jedoch nicht nachgewiesen werden, dass sie die Menge zu diesen antisemitischen Parolen aufgehetzt hätten, noch dass sie maßgeblich an der Organisation der Demonstration beteiligt gewesen wären, bei der auch der damalige Bürgermeister Zeppezauer und Bezirkshauptmann Hodl anwesend waren.
Nicht näher untersucht ist bis dato auch die Tatsache, dass die Kommunisten nur eine Woche später, am 28. August 1947, in Braunau am Inn eine weitere Hungerdemonstration organisierten, die jedoch keine politischen Wellen auslöste. Kurz nachdem die Demonstranten gefordert hatten, die jüdischen DPs aus dem benachbarten DP-Lager Ranshofen zu deportieren, wurde die dortige Behelfssynagoge von unbekannten Tätern fast komplett zerstört.